# Nomada fragilis
Nomada fragilis är en biart som beskrevs av Cresson 1878. Nomada fragilis ingår i släktet gökbin, och familjen långtungebin.

## Underarter
Arten delas in i följande underarter:
- N. f. fragilis
- N. f. mesosticta